# Рановизантијско утврђење Коњуша на Церу
Рановизантијско утврђење Коњуша на Церу, у атару села Милошевац, општина Шабац, датира у епоху ране византије, односно у 5. - 6. век. Археолошко налазиште се убраја у непокретна културна добра као споменик културе од великог значаја.

## Изглед утврђења
На основу резулатата археолошких ископавања, утвђење је несумњиво изграђено у време када почиње, после варварских упада током 4. и 5. века, поновно утвђивање северне границе источног римског царства византије. Почетком 6. века воде се борбе између византије, теодорове готске државеи касније гепида за територије између Сингидунума и Сирмијума. Као резултат тих борби било је поновно учвршђивање византијске власти на овој територији. Обнова старих римских утврђења започиње већ за време владавине царева анастасија и Јустинијан I. Нарочито је интензивна иградња нових утврђења на подручју северних граничних територија за владе цара Јустинијана (527-568 г.). Према прокопијевим подацима Јустинијан је на дунавском лимесу изградио око 60 утврђења. У светлу тих збивања треба посматрати и настанак утврђења на локалитету Коњуша на Церу.
Утврђење се налази на изванредном стратегијско географском положају на саверним узвишењима планине Цер на месту одакле се веома лако може контролисати савска долина и Срем. Овако изабран положај утврђења се у потпуности уклапа у концепцију обновљеног византијског лимеса. Утврђење је имало поред контроле ове немирне територије, за циљ и спречавање варварских продора на југ према византијским територијама у центру Балкана. Облик утврђења је у потпуности подређен конфигурацији терена користећи све његове предности. Са ровом и три куле истурене према најприступачнијем делу, ово утврђење представља веома значајан пример фортификационе архитектуре тога времена. Посебан значај утврђења је што је то једино познато рановизантијско утврђење на делу лимеса западно од Београда. Уништено је вероватно у доба аварско-словенских продора крајем 6. века или почетком 7. века и више није обнављано.